# La locandiera (film 1929)
La locandiera è un film del 1929 diretto da Telemaco Ruggeri, ispirato all'omonima commedia del 1751 di Carlo Goldoni.